# Eisenbahnfährverbindung

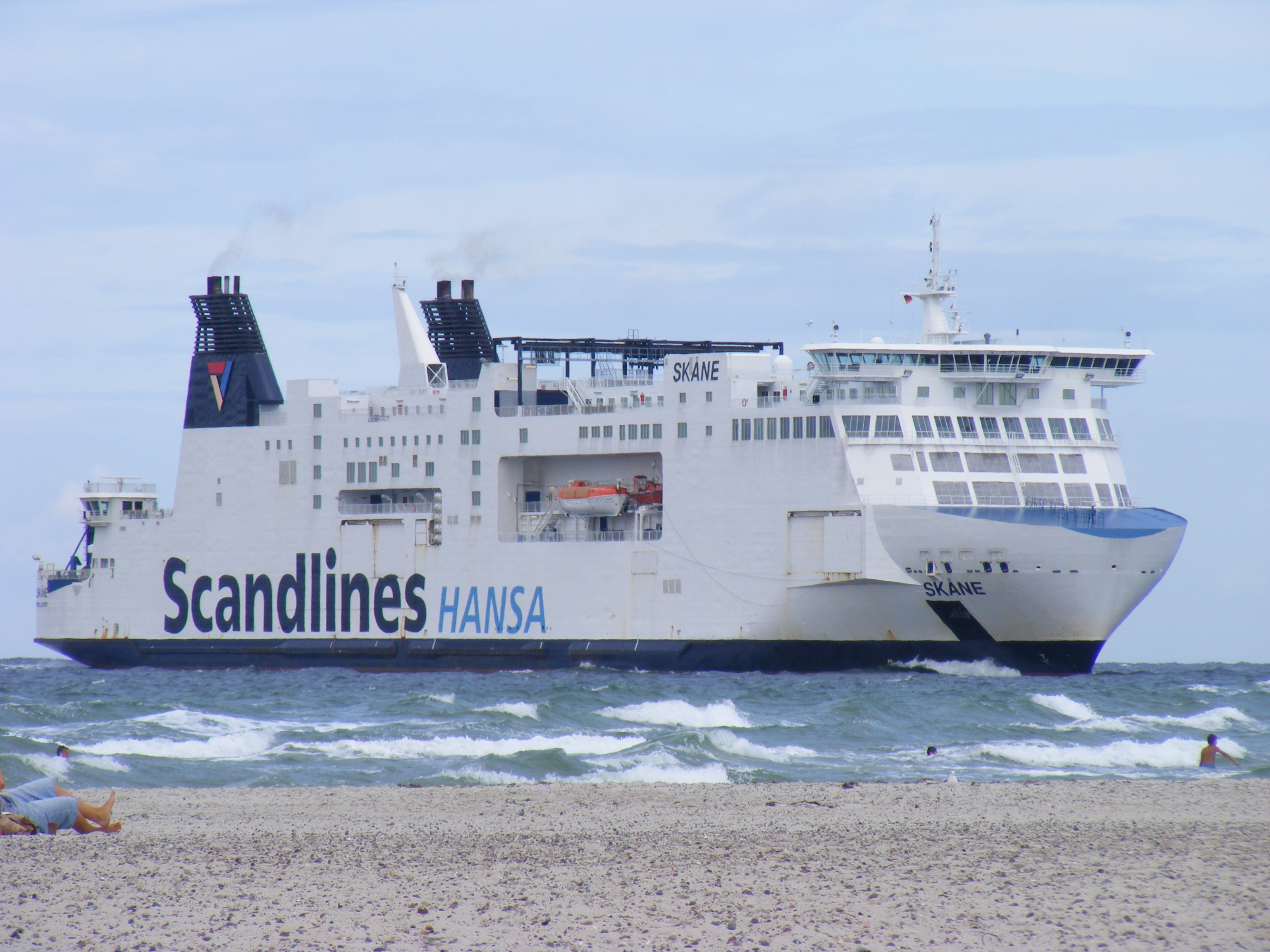
Die größte Eisenbahn-Kombifähre der Welt: FS Skåne

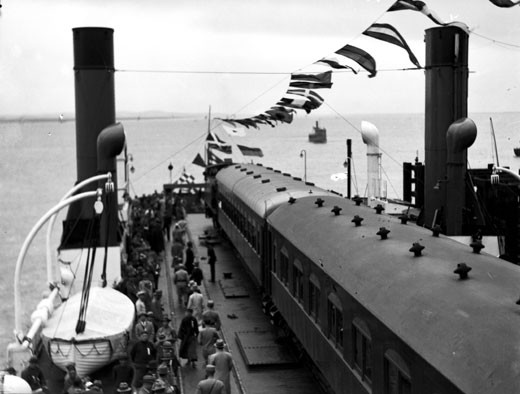
Eisenbahnfähre über den Jangtse bei Nanjing, China, in den 1930er-Jahren

Eine Eisenbahnfährverbindung oder Trajekt ist eine Verbindung von Eisenbahnstrecken mittels Fähren für den Transport von Schienenfahrzeugen.
Eisenbahnfährverbindungen werden dort eingerichtet, wo Brücken über Meerengen, Seen oder Flüsse aus technischen oder finanziellen Gründen nicht praktikabel sind. Die eingesetzten Eisenbahnfähren sind mit Gleisanlagen auf einem oder mehreren Ladedecks ausgestattet. Eisenbahnfährverbindungen oder Eisenbahnfährlinien werden teilweise auch synonym wie darauf eingesetzte Schiffe als Eisenbahnfähre bezeichnet.

## Allgemeine Technik der Eisenbahnfähren

Trajektfähre Copenhagen, 1904

In wenigen Fällen und bei kurzen Wegen werden Seil- oder Kettentrajekte eingesetzt.
Anfänglich waren Eisenbahnfähren wie auch andere freie Trajektschiffe als Schaufelraddampfer konstruiert, wobei man beide Räder voneinander unabhängig mit je einer eigenen Maschine betrieb. Hierdurch wurde das schwierige Manöver des Anlegens erleichtert. Später rüstete man Raddampfer zusätzlich mit einem Propeller aus. Gebräuchlich sind heute Doppelendfähren mit Propellern am Heck sowie Bug und zusätzlichen Seitenstrahlrudern, erforderlichenfalls ebenfalls an Bug und Heck. Die Fährbetten sind in der Regel selbstzentrierend. Bei Schiffen, die unterschiedlich breite Fährbetten anlaufen sollen oder auf zwei Decks be- und entladen werden sollen, sind verstellbare Verholfender notwendig.

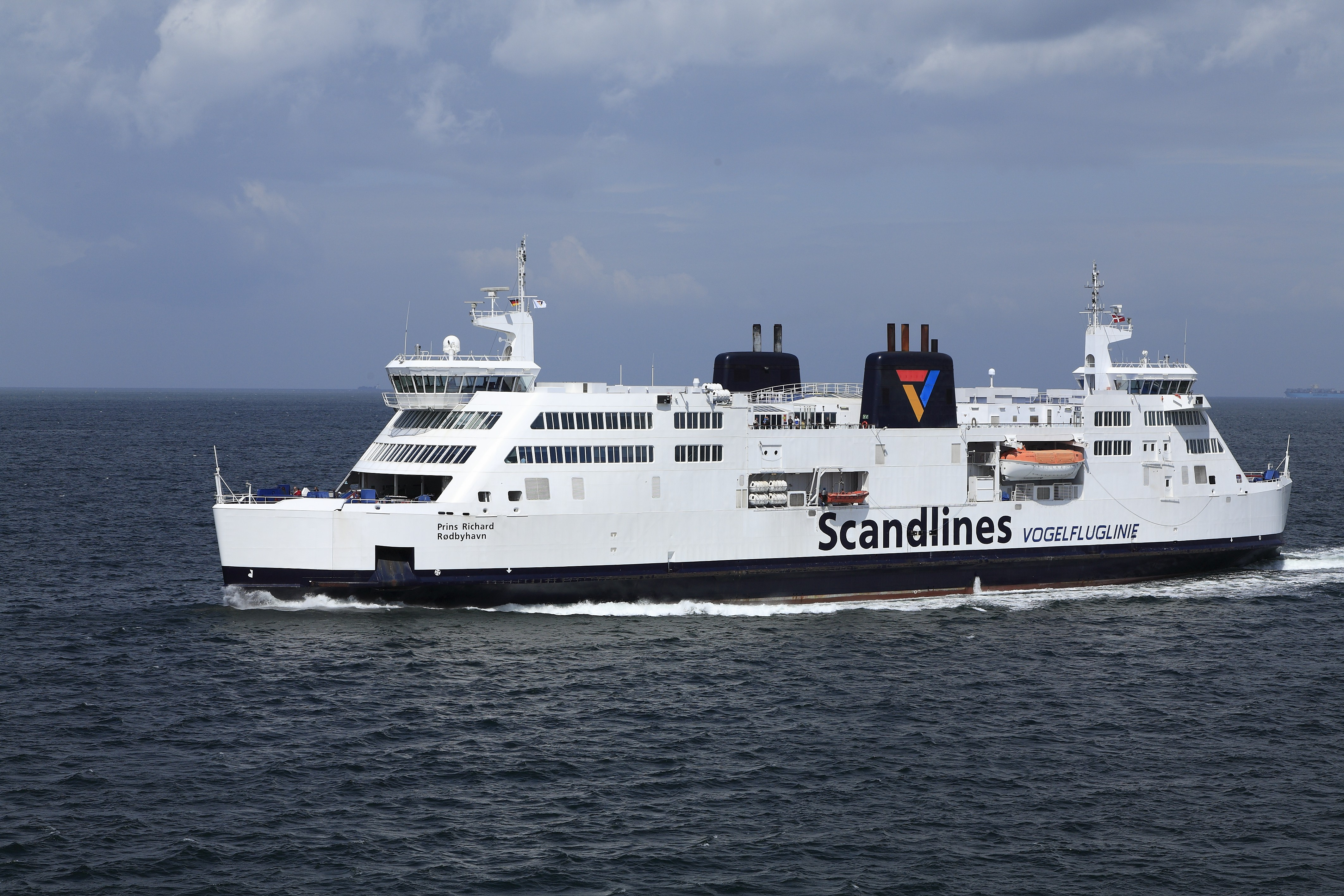
MFS Prins Richard, ein nahezu symmetrisches Doppelendfährschiff

Die Fährschiffe sind entweder von beiden Enden oder nur von einer Seite befahrbar, wobei beide Bauarten ähnlich weit verbreitet sind. Schiffe mit Lademöglichkeiten an beiden Enden gibt es sowohl als symmetrisch aufgebaute Doppelendfährschiffe als auch in klassischer Linienführung mit einer Hauptfahrrichtung. Diese Bauweise ist vor allem bei Schiffen, die offene Seegewässer befahren, üblich. Eine Besonderheit, die es bei anderen Fährschiffen kaum gibt, ist eine zweite, vollausgerüstete Kommandobrücke am Heck für Rückwärtsfahrt und das genaue Einlaufen.
Lokomotiven stellen an Bord für die Bahnbetreiber und den Schiffsbetrieb nur tote, nicht nutzbare Massen dar und werden üblicherweise nur bei Überführungen trajektiert.

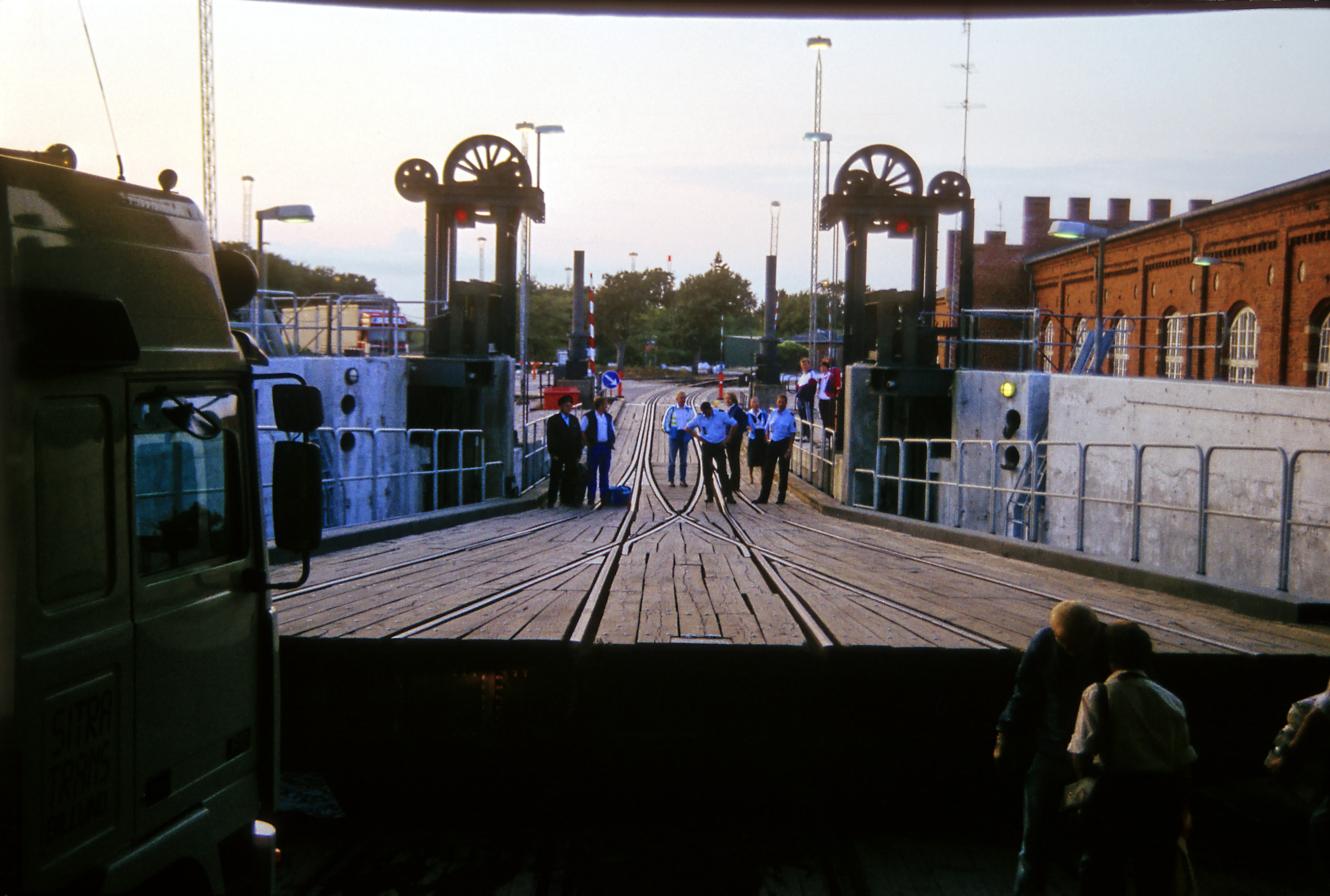
Gedser F, auf das Anlegen über Heck umgebaute Fährbrücke mit zusätzlichem Überbau

Während Verbindungen von und nach Schweden früher ausschließlich mit über Heck zu beladenden Schiffen bedient wurden, waren in Dänemark über Bug zu bedienende üblich. Auch die dem Reisezugdienst dienenden Fährschiffe über die Straße von Messina werden über Bug be- und entladen. Insbesondere für den zusätzlichen Transport von Kraftfahrzeugen und um die Wagenreihung nicht zu verändern, wurden Fährbetten schon mehrfach umgebaut, um die Einlaufrichtung zu verändern. In Gedser geschah das noch 1993, kurz vor der Einstellung des Eisenbahnfährbetriebes. Zum Anlegen mussten Trajektschiffe anfangs Ballastwasser aufnehmen oder lenzen, um den Höhenunterschied zum Landgleis auszugleichen. Beispiele für dieses Prinzip sind die Fährverbindungen über den Bosporus in Istanbul und über den Van-See in Ostanatolien. Schon früh wurden heb- und senkbare Fährbrücken entwickelt. Damit wurde es möglich, sowohl Wasserstands- als auch Tiefgangsschwankungen der Schiffe auszugleichen, besonders in Tidegewässern. Ineinandergreifende Zapfen und Bohrungen an Schiff und Fährbrücke sorgen für den korrekten und verschiebungsfreien Anschluss der Gleisanlagen. Schnell flut- und lenzbare Ballastzellen sind bei mehrgleisigen Fährschiffen in jedem Fall notwendig, um die Massenverschiebungen beim Be- und Entladen auszugleichen.

## Ausgewählte Eisenbahnfährverbindungen

### Aktive Trajekte

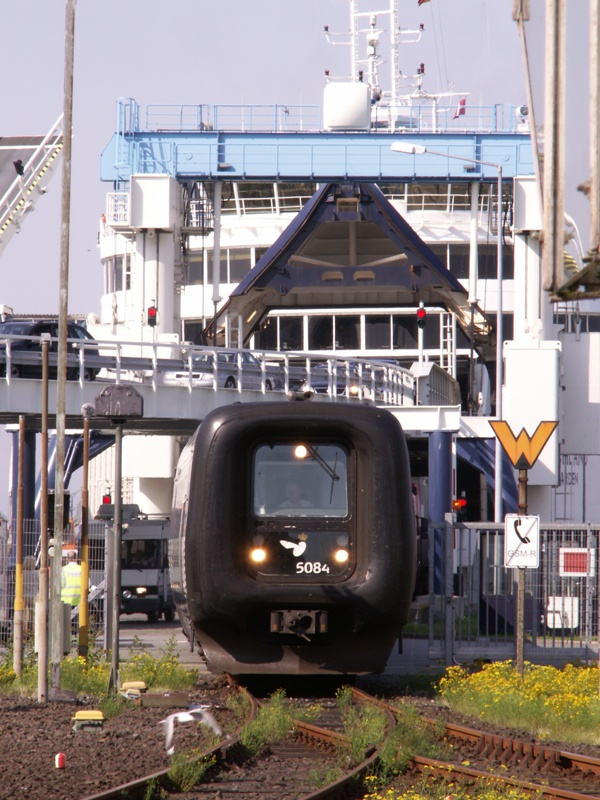
Ein EuroCity wird in Puttgarden trajektiert

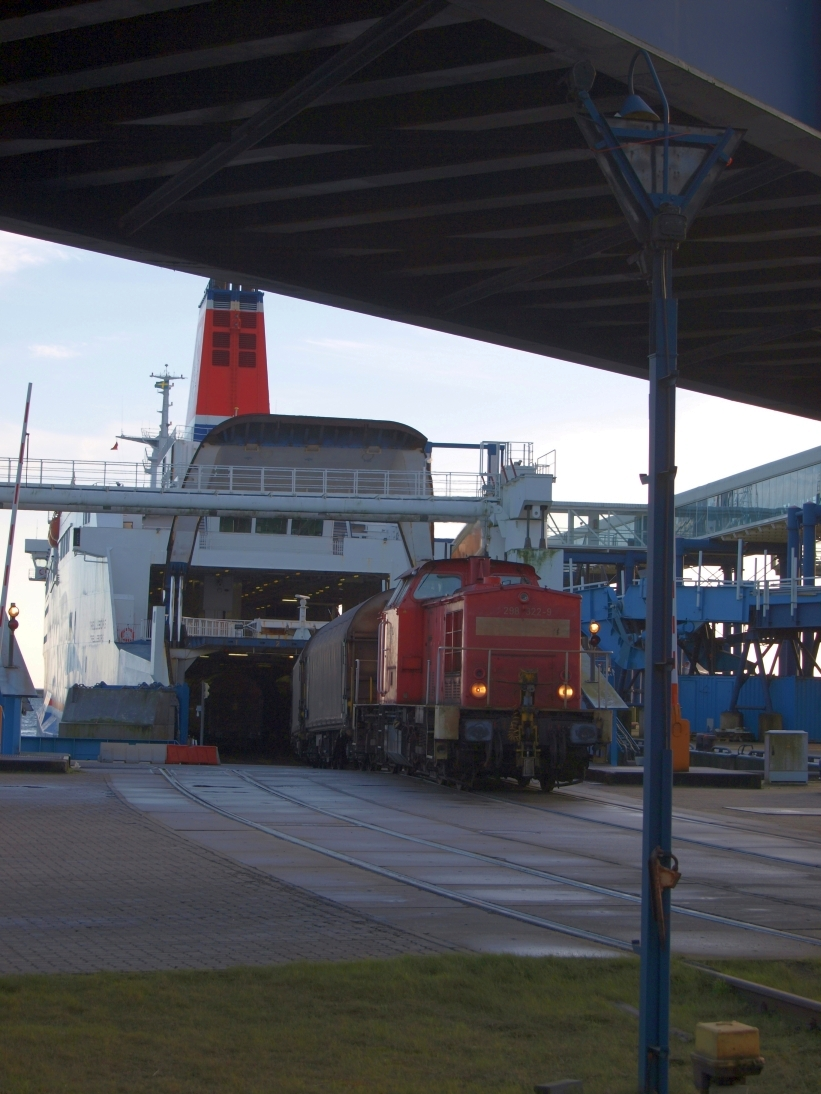
Güterverladung in Sassnitz, 2014

#### Ostsee
- Rostock ↔  Trelleborg (Personen- und Güterverkehr)

#### Mittelmeer
- Villa San Giovanni (⊙) ↔  Messina (⊙) (Straße von Messina, Personen- und Güterverkehr)

#### Schwarzes Meer
- Tekirdağ (⊙) ↔  Derince (über das Marmarameer, nur Güterverkehr, Ersatz für das Bosporustrajekt, ab 10. Dezember 2013)[1]
- Ereğli (⊙) ↔  Zonguldak (⊙) (nur Güterverkehr, Anbindung des Stahlwerks in Ereğli an das türkische Bahnnetz)[2]
- Die ukrainische Gesellschaft UkrFerry betreibt in der Schwarzmeerregion Eisenbahnfährverbindungen auf mehreren Linien zwischen den Häfen[3]
  -  Warna-West (⊙)
  -  Batumi (⊙)
  -  Poti (⊙)
  -  Derince (⊙)
  -  Tschornomorsk bei Odessa (⊙)
- Port Kawkas (⊙) ↔  Samsun (⊙) (eröffnet am 27. Februar 2013, nur Güterverkehr)[4]

#### Asien
- Tatvan (⊙) ↔  Van (⊙) (über den Vansee)

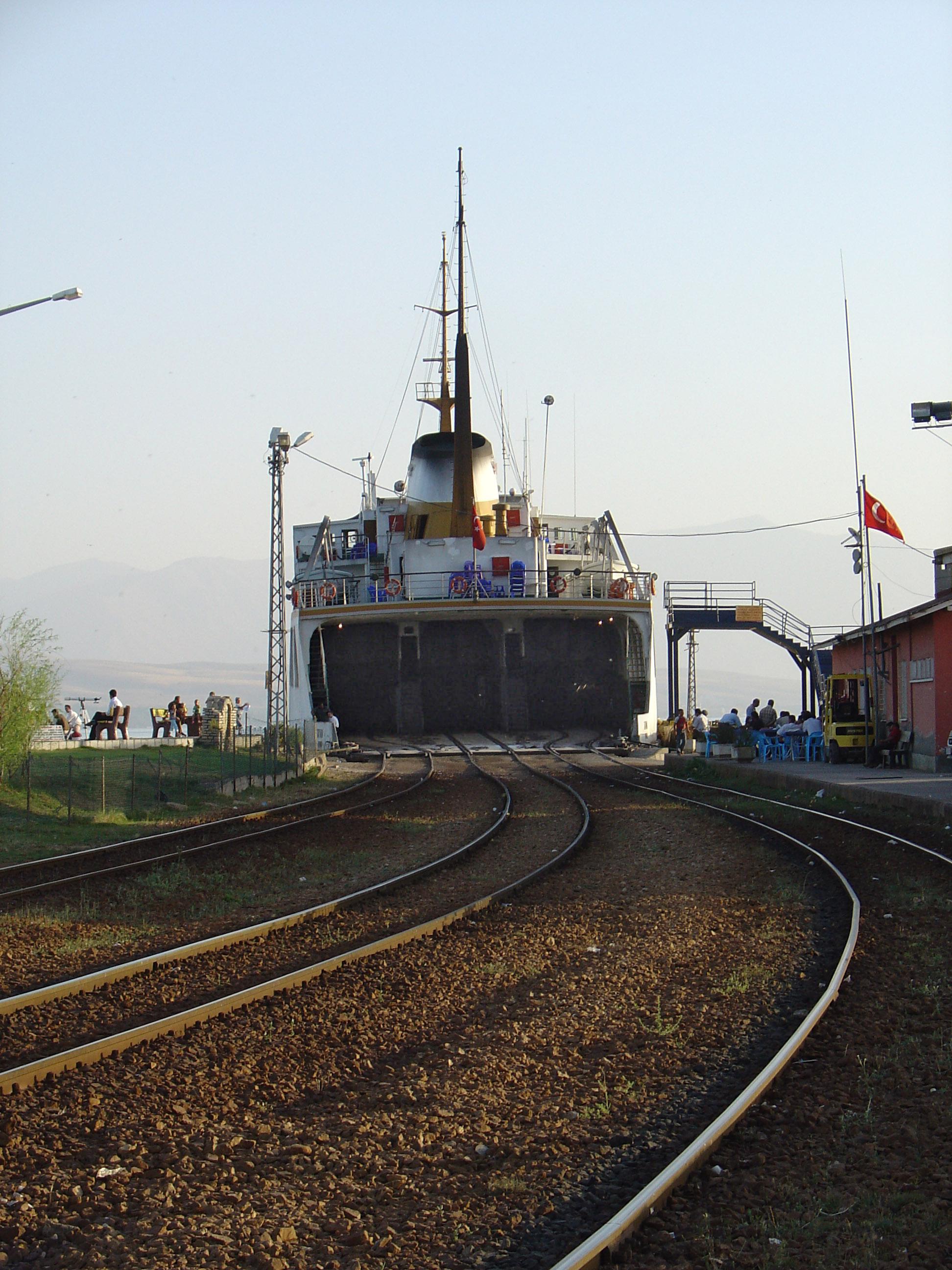
Eisenbahnfähre Tatvan↔Van, Türkei

- Baku (⊙) ↔  Türkmenbaşy (⊙) (nur Güterverkehr über das Kaspische Meer)
- Machatschkala (⊙) ↔  Aqtau (⊙) (nur Güterverkehr über das Kaspische Meer)
- Wanino (⊙) ↔  Cholmsk (⊙) (nur Güterverkehr, Anbindung des Bahnnetzes auf der Insel Sachalin an die Baikal-Amur-Magistrale auf dem russischen Festland)

#### Afrika
- Mwanza (⊙) ↔  Port Bell (⊙) (über den Victoriasee, nur Güterverkehr)

#### Amerika
- Matane ↔  Baie-Comeau über den Sankt-Lorenz-Golf, für den Güterverkehr betrieben durch die Compagnie de gestion de Matane.

- Delta (British Columbia) ↔  Nanaimo für den Güterverkehr; zur Anbindung der E&N Esquimalt and Nanaimo Railway auf Vancouver Island.

- Seattle ↔  Whittier (Alaska): Eisenbahnfährverbindung Seattle–Whittier entlang der Küste British Columbias und Alaskas, für den Güterverkehr betrieben von Alaska Marine Lines, vermarktet durch die Alaska Railroad[5]

- Mobile (Alabama) ↔  Coatzacoalcos: Eisenbahnfährverbindung Mobile–Coatzacoalcos über den Golf von Mexiko, für den Güterverkehr betrieben von CG Railway[6]

- Jersey City ↔  Brooklyn über die Upper New York Bay, für den Güterverkehr betrieben von New York New Jersey Rail[7]

#### Ozeanien
- Picton (⊙) ↔  Wellington (⊙) (über die Cookstraße, nur Güterverkehr)

### Ehemalige Eisenbahnfährverbindungen
Neben dem Bau von Brücken oder Tunneln, die den Einsatz von Trajektfähren überflüssig machen, können auch andere Gründe wie Verkehrsverlagerungen oder politische Umstände zur Einstellung von Fährverbindungen führen.

#### Großbritannien
- 1850 Fährverbindung über den Firth of Forth mit der von Thomas Bouch konstruierten Leviathan. Erste Eisenbahnfähre weltweit.
- Zeebrügge (⊙) ↔  Harwich (⊙) (1924 bis 1987 Eisenbahnfährverbindung Trajekt Zeebrugge–Harwich).
- Calais (⊙) ↔  Dover (⊙) wurde bis zum 31. Oktober 1980 mit dem Night Ferry im Personenverkehr betrieben. Der Güterverkehr wurde mit der Eröffnung des Eurotunnels 1994 eingestellt.

#### Ostsee
- Puttgarden ↔  Rødby (Vogelfluglinie, 1963–2019, ab 1997 nur Personenverkehr)
- Sassnitz-Mukran ↔  Klaipėda, Fährverbindung Mukran–Klaipėda (1986–2013), nur Güterverkehr
- Sassnitz ↔  Baltijsk (⊙) ↔  Ust-Luga (⊙) (2008[8]–2016[9])
- Sassnitz ↔  Trelleborg (⊙) (Königslinie, Güterverkehr 2014 eingestellt, saisonaler Personenverkehr bis 2019 als Berlin-Night-Express)
- Swinemünde (⊙) ↔  Ystad (⊙) (nur Güterverkehr)
- Travemünde ↔  Hangö (1998 ersetzt durch Travemünde–Turku/Åbo, nur Eisenbahnbeförderung und Güterverkehr)
- Stockholm (⊙) ↔  Turku/Åbo (⊙) (nur Güterverkehr, seit 2007 nur noch Beförderung von Kraftfahrzeugen)
- Travemünde ↔  Turku/Åbo (nur Eisenbahnbeförderung und Güterverkehr, Ende 2007 eingestellt)
- Frederikshavn (⊙) ↔  Göteborg (⊙) (nur Güterverkehr, Eisenbahnbeförderung 2000 eingestellt)
- Hirtshals (⊙) ↔  Kristiansand (⊙) (nur Güterverkehr, Eisenbahnbeförderung 2000 eingestellt)
- Kopenhagen (⊙) ↔  Malmö (⊙) (zuletzt nur noch Güterverkehr, wurde 1986 durch den Danlink abgelöst)
- Kopenhagen ↔  Helsingborg (⊙) (Teil des Danlink, nur Güterverkehr, wurde 2000 durch die Öresundverbindung ersetzt)
- Helsingør (⊙) ↔  Helsingborg (wurde 2000 durch die Öresundverbindung abgelöst)
- Nyborg (⊙) ↔  Korsør (⊙) (wurde 1998 durch Storebælt-Brücke und -Tunnel ersetzt)
- Svendborg ↔  Ærøskøbing (1931–1995) siehe Eisenbahn auf Ærø. Die Ærøbanen bestand lediglich aus einem Schiffsanleger und einer Gleisverbindung zur Gärtnerei Paradiset. Der Bahnanschluss war Eigentum der Fährgesellschaft A/S Dampskibsselskabet.

- Warnemünde ↔  Gedser, Eisenbahnfähre Warnemünde–Gedser (1886–1995). Älteste deutsche Fährverbindung nach Skandinavien, heute fahren die Fährschiffe nur noch als Autofähre von Rostock-Überseehafen.
- Wolgast ↔  Wolgaster Fähre, 1945–1990 (meist nur Güterverkehr)
- Großenbrode ↔  Gedser, Eisenbahnfähre Großenbrode–Gedser (1951–1963) durch die Verbindung Puttgarden↔Rødby (Vogelfluglinie) ersetzt.
- Großenbrode Fähre ↔  Fehmarnsund (Inselbahn Fehmarn) wurde 1963 nach Bau der Fehmarnsundbrücke eingestellt.
- Stralsund ↔  Altefähr/Rügen. Wurde 1936 durch den Rügendamm ersetzt.
- Wittower Fähre ↔  Fährhof (1896–1968). Die Verbindung wurde zuletzt von der Deutschen Reichsbahn betrieben.

#### Mittelmeer
- Civitavecchia (⊙) ↔  Golfo Aranci (⊙) (Verbindung zwischen ital. Festland und Sardinien)
- Venedig: Canale Scomenzera / Venezia Santa Lucia–Canale della Giudecca / Isola dei Botteghini / Murano (1897–1992)[10]

#### Schwarzmeerregion
- Istanbul Sirkeci (⊙) ↔  Istanbul Haydarpaşa (⊙) (über den Bosporus, nur Güterverkehr, aufgrund Bauarbeiten für den Bosporustunnel im Februar 2012 eingestellt, wird durch diesen ersetzt)[11]
- Kertsch (⊙)

#### Nordamerika
- St. Ignace ↔  Mackinaw City nördlich der Mackinacstraße in Michigan, USA, mit der Besonderheit von zwei verschiedenen Schiffspropellergrößen. Im Winter, wenn der Fluss mit Eis bedeckt war, wurde der hintere, größere Propeller vorwärts betrieben und der vordere Propeller rückwärts. Durch die entstehende Wellenbewegung wurde das Eis gebrochen. Die Verbindung wurde 1984 stillgelegt und 1986 offiziell eingestellt.[12]

- Hoboken (New Jersey) ↔  Havanna ↔  Belle Chasse (bei New Orleans) durch Seatrain Lines; 1928 (Belle Chasse) bzw. 1932 bis 1951.
- Edgewater (New Jersey) ↔  Savannah ↔  Belle Chasse ↔  Texas City durch Seatrain Lines; 1951 bis 1971
- Edgewater (New Jersey) ↔  San Juan (Puerto Rico) durch Seatrain Lines; 1963 bis 1971.
- Belle Chasse (bei New Orleans) ↔  Havanna durch West India Fruit and Steamship Company; 1954 bis 1961.

- Mobile (Alabama) ↔  Ponce (Puerto Rico) durch den Golf von Mexiko und das Karibische Meer. Diese vor allem für den Trajekt von Kesselwagen genutzte Frachtverbindung bestand von ca. 1988 bis ca. 2010.[13]

- Prince Rupert ↔  Whittier (Alaska) entlang der Küste British Columbias und Alaskas, bis April 2021 für den Güterverkehr betrieben von Foss Maritime als „Aquatrain“ der Canadian National Railway[14][15]

#### Asien
- Nanjing über den Jangtse. 1968 durch die Nanjing-Jangtse-Brücke ersetzt. → Hauptartikel: Nanjing-Jangtse-Brücke

### Ehemalige Binnenseetrajekte

#### Mitteleuropa
- Bodensee-Trajekte (1869–1976)
- Thun-Scherzligen – Därligen (Thunersee, 1873–1893)[16]
- Wollishofen – Uetikon (Zürichsee, 1885–1894)[17]
- Lago d’Iseo
  - Paratico – Lovere (1907–1999) Güterverkehr mit Schlepper und Lastkähnen zwischen dem Stahlwerk in Lovere und Paratico.[18][19][20]
  - Pisogne – Lovere / Riva di Solto (1916–1999) Güterverkehr mit Schlepper und Lastkähnen von der Bahnstrecke durchs Valcamonica zum Stahlwerk in Lovere und nach Riva di Solto.[21]

#### Skandinavien
- Mæl (⊙) –  Tinnoset (⊙): 30 km lange Eisenbahnfährstrecke über den Tinnsjå in Südnorwegen, betrieben von Norsk Hydro, welche die ca. 16 km lange Rjukan-Bahn mit der Tinnosbanen und somit dem restlichen norwegischen Bahnnetz verband. Die Fähren fuhren vom 9. August 1909 bis zum 4. Juli 1991 zwischen den Bahnhöfen Rollag (Mæl) und Tinnoset und beförderten in diesem Zeitraum rund 1,5 Millionen Güterwagen. Im Juni 1994 wurden Eisenbahn- und Fährstrecke sowie das noch vorhandene Material zum nationalen norwegischen Industriedenkmal erklärt.[22] Eröffnet wurde der Betrieb mit der D/F Rjukanfoss, die 1914 von Åkers gebaute D/F Hydro wurde von Saboteuren des norwegischen Widerstandes (Kennwort: Schweres Wasser) am 20. Februar 1944 versenkt, die 1929 in Dienst gestellte D/F Ammonia war die erste dampfgetriebene Eisenbahnfähre der Welt, die 1956 in Dienst gestellte M/F Storegut ist mit 1119 Bruttoregistertonnen die größte Binneneisenbahnfähre in Skandinavien. Die D/F Ammonia liegt heute in Mæl, die M/F Storegut in Tinnoset, beide dienen inzwischen nur noch als schwimmender Abstellplatz für die bisher erhaltenen Eisenbahnfahrzeuge. Im Jahr 2015 wurden 4,5 Millionen norwegische Kronen für die Instandsetzung der beiden Schiffe bereitgestellt.[23]

#### Südamerika
- Puno –  Puerto Guaqui: Über den Titicacasee wurden Güterwagen in Meterspur trajektiert. Es existierten fünf Fährschiffe, Reisende mussten umsteigen. Für die 200 Kilometer wurden 12 Stunden benötigt.

### Ehemalige Flusstrajekte

#### Mitteleuropa

Trajekt Rheinhausen–Duisburg-Hochfeld
mit Güterzug und neuer Brücke, Anfang Januar 1874

- Donau-Trajekt Gombos–Erdöd (1872–1910)
- Elbe-Trajekt Lauenburg–Hohnstorf (1864–1878)
- Elbe-Trajekt Köhlbrand Hamburg (1912–1974), ersetzt durch Köhlbrandbrücke und Kattwykbrücken.
- Havel-Trajekt Fürstenberg (1936–1993)
- Rhein-Trajekt Worms–Rosengarten (1870–1900)
- Rhein-Trajekt Bingerbrück–Rüdesheim (1861–1900)
- Rhein-Trajekt Bonn–Oberkassel (1870–1914)
- Rhein-Trajekt Rheinhausen–Hochfeld (1866–1874, siehe rechts)
- Rhein-Trajekt Ruhrort–Homberg (1852–1912)
- Rhein-Trajekt Spyck–Welle (1865–1926)
- Rhein-Trajekt Speyer (1865–1938) mit Pontons realisierte „fliegende Verbindung“ für den Zugverkehr Heidelberg–Speyer – Amateurfilm durch Eisenbahn-Romantik mehrfach gesendet
- Weichsel-Trajekt Schiewenhorst–Nickelswalde; heute: Świbno–Mikoszewo/Polen (1905–1956); siehe Żuławska Kolej Dojazdowa
- Kaiser-Wilhelm-Kanal-Trajekt Rade (1914–1937)

Weitere Eisenbahntrajekte über den Rhein waren nur während der Zeit der Planung und des Baus einer Eisenbahnbrücke in Betrieb.
- Trajekt Mainz–Gustavsburg von Mainz nach Gustavsburg (1858–1863)
- Trajekt Mainz–Kastel von Mainz nach Mainz-Kastel (1861–1863)
- Trajekt Stolzenfels–Oberlahnstein von Stolzenfels nach Oberlahnstein (1862–1864)
- Trajekt Ludwigshafen–Mannheim (1863–1867)

#### Südamerika

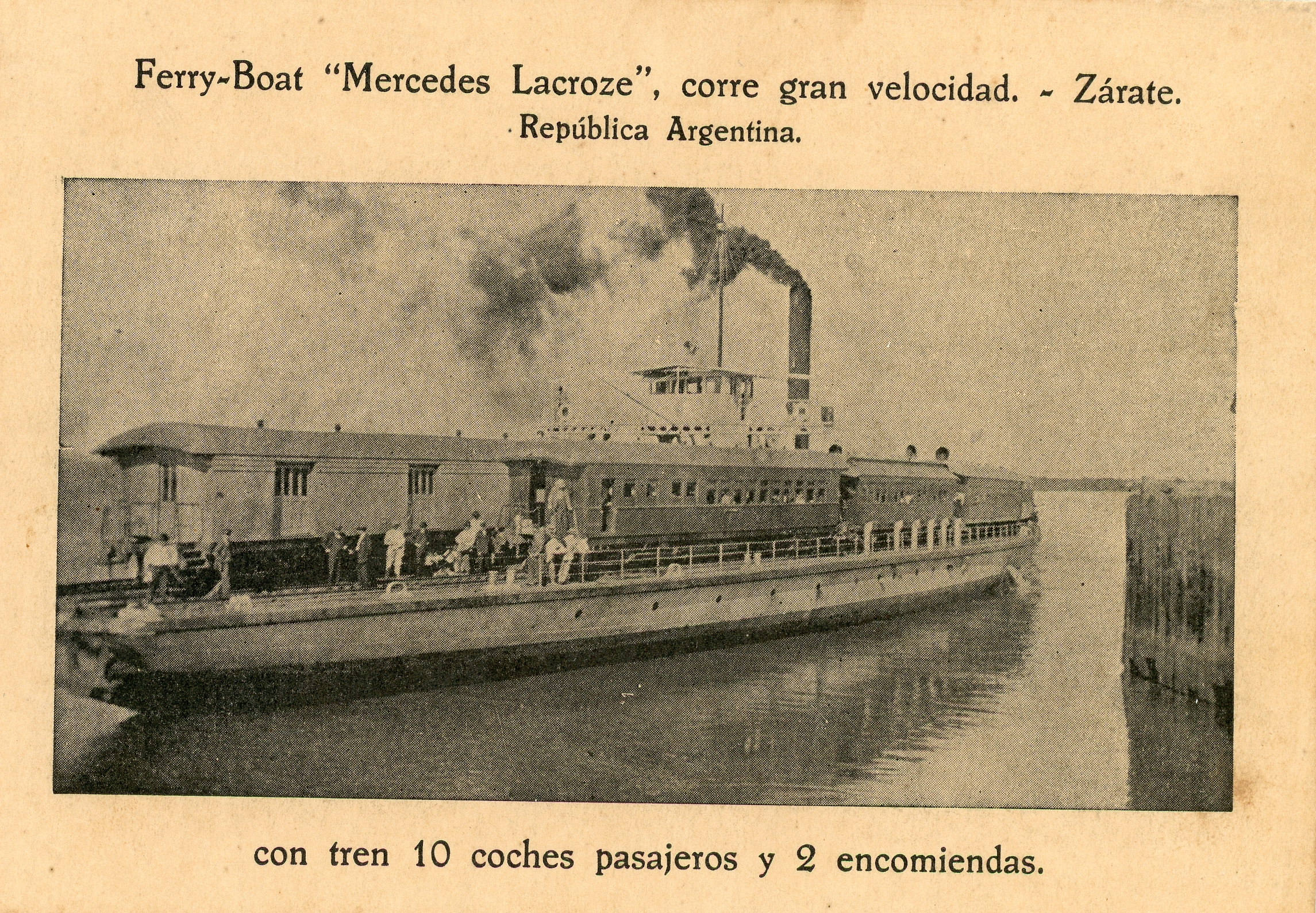
Eisenbahnfähre bei Zárate, zwischen 1920 und 1940

- Im argentinischen Normalspurnetz in die nordöstlichen Provinzen gab es zwei Trajekte über den Río Paraná:[24]
  - Zárate (Provinz Buenos Aires) ↔ Ibicuy (Provinz Entre Ríos); ersetzt durch den 1977 fertiggestellten Brückenkomplex Zárate – Brazo Largo; der Fähranleger in Ibicuy ist, Stand 2023, als Ruine erhalten.[25]
  -  Posadas (Provinz Misiones) ↔  Pacú Cuá nahe Encarnación; ersetzt durch die Brücke San Roque González de Santa Cruz